# 리뤄이
리뤄이(黎諾懿, 여낙의, 본명은 리르성(黎日昇, 여일승), 영문명은 Chris Lai, 1980년 6월 15일 ~ )는 중화인민공화국 홍콩 특별행정구의 남성 영화배우, 텔레비전 연기자, 가수, 작사가이다.

## 생애
홍콩에서 출생하였으며 지난날 한때 중화인민공화국 광둥성 중산에서 잠시 유아기를 보낸 적이 있는 그는 1999년 연극배우 첫 데뷔하였으며 2003년 텔레비전 드라마에서 연기자 데뷔하였고 이듬해 2004년에는 가수 데뷔하였으며 2010년 영화 《멸문(滅門)》의 주연으로 영화배우 데뷔하였다.

## 호우(好友) 관계
- 마궈밍, 천젠펑, 우줘시, 린펑, 황쭝쩌와 절친한 관계이다.